# Ketangi Rejo
Ketangi Rejo (Ketangirejo) is een bestuurslaag in het regentschap Pasuruan van de provincie Oost-Java, Indonesië. Ketangi Rejo telt 2037 inwoners (volkstelling 2010).